# 해 (수)
해(垓, 1020)는 10의 20제곱을 나타내는 한자 수사이다. 대한민국·일본·중화민국 등 나라와 지역에서 큰 수를 표기할 때 간혹 사용된다. 중화인민공화국에서는 잘 사용되지 않는다. 옛날에는 다른 값에도 대응했었다.

## 값
1해는 경의 만 배에 해당하며, 그 값은
1020 = 100,000,000,000,000,000,000
이다. 해의 만 배는 자가 된다.
옛날에는 큰 수의 이름을 값매김하는 더 다양한 방법이 사용되었다. 하수·중수·상수로 불리며, 오늘날의 명수법은 이와 상대하여 “만진”이라고 부른다. 해와 인접 수사들의 경우는 다음과 같다.
|    | 하수 | 만진 | 중수 | 상수  |
| -- | ---- | ---- | ---- | ----- |
| 경 | 107  | 1016 | 1024 | 1032  |
| 해 | 108  | 1020 | 1032 | 1064  |
| 자 | 109  | 1024 | 1040 | 10128 |

### 하수
하수는 수사가 나타내는 값이 10배씩 변화한다. 예를 들어, 10조는 경이며, 10경은 해이며, 10해는 자이다. 큰 수의 이름의 하수는 《수술기유》, 《오경산술》, 《손자산경》 등 저서에 등장한다.
- 1경 = 10조 = 107 = 10,000,000
- 1해 = 10경 = 108 = 100,000,000
- 1자 = 10해 = 109 = 1,000,000,000

### 만진
만진은 오늘날 사용된다. 만진은 수사의 값이 10,000배씩 변화한다. 예를 들어, 10,000조는 경, 10,000경은 해, 10,000해는 자이다. 만진은 일본의 저서 《진겁기》에 처음 등장하며, 청나라 저서 《어제수리정온》에서도 언급된다.
- 1경 = 10,000조 = 1016 = 10,000,000,000,000,000
- 1해 = 10,000경 = 1020 = 100,000,000,000,000,000,000
- 1자 = 10,000해 = 1024 = 1,000,000,000,000,000,000,000,000

### 중수
중수는 수사의 값이 억( = 108 = 100,000,000)배씩 변화한다. 예를 들어, 억조는 경, 억경은 해, 억해는 자이다. 중수는 《수술기유》, 《오경산술》, 《손자산경》 및 명나라 저서 《산학계몽》 및 《상명산법》에 등장하며, 조선의 산학서 《구수략》과 《산학입문》에도 실려 있다.
- 1경 = 108조 = 1024 = 1,000,000,000,000,000,000,000,000
- 1해 = 108경 = 1032 = 100,000,000,000,000,000,000,000,000,000,000
- 1자 = 108해 = 1040 = 10,000,000,000,000,000,000,000,000,000,000,000,000,000

### 상수
상수는 수사의 값이 제곱씩 변화한다. 예를 들어, 조조는 경, 경경은 해, 해해는 자이다. 상수는 하수와 함께 《수술기유》, 《오경산술》, 《손자산경》 등 저서에 등장한다.
- 1경 = 1조의 제곱 = 1032 = 100,000,000,000,000,000,000,000,000,000,000
- 1해 = 1경의 제곱 = 1064 = 10,000,000,000,000,000,000,000,000,000,000,000,000,000,000,000,000,000,000,000,000,000
- 1자 = 1해의 제곱 = 10128 = 100,000,000,000,000,000,000,000,000,000,000,000,000,000,000,000,000,000,000,000,000,000,000,000,000,000,000,000,000,000,000,000,000,000,000,000,000,000,000,000,000,000,000

## 나라별 차이
중화인민공화국에서는 사용이 드물다. 정해진 표준이 없으며, 보통 과학적 기수법을 사용하거나 “만만만억”(중국어 간체자: 万万万亿, 정체자: 萬萬萬億, 병음: wàn wàn wàn yì, 주음 부호: ㄨㄢˋ ㄨㄢˋ ㄨㄢˋ ㄧˋ 완완완이[*])으로 일컫는다.

## 참고 문헌
- 김병덕 (1994). “우리나라 命數法에 대한 小考”. 《基礎科學硏究所 論文集》 6: 9–13.
- 김병덕 (1999). “우리나라 명수법에 대한 소고(II)”. 《한국수학사학회지》 12 (1): 53–64.
- 刘群. “有关中文大数词问题的缘由和建议” (PDF) (중국어). 2018년 4월 20일에 원본 문서 (PDF)에서 보존된 문서. 2018년 4월 19일에 확인함.